# Czirják Albert
Czirják Albert (Kolozsvár, 1847. szeptember 13. – Kolozsvár, 1888. március 3.) polgáriskolai tanár.

## Élete
evangélikus szülőktől származott. A gimnáziumot a kolozsvári unitáriusoknál végezte 1866-ban, és ugyanebben az évben november 5-én Bécsbe ment. 1867. október 24-étől a jénai egyetemen teológiát és bölcseletet hallgatott, ezután három évet Berlinben töltött.
Hazajövetele után néhány hónapig Wesselényi István báró leányai mellett nevelő volt. 1871-ben az akkor Kolozsvárt megnyílt polgári iskola tanára lett. A kolozsvári dalkörnek titkára, majd alelnöke s a zenekonzervatóriumnak hat évig szintén titkára volt. A Család és Iskola című szaklapot, melynél előbb rovatvezető volt, 1887. szeptember 15-étől szerkesztette.